# Ојстер картица
Ојстер картица представља облик електронског наплаћивања коришћења средстава јавног превоза на подручју Ширег Лондона у Уједињеном Краљевству. Може се користити на више типова градског превоза, укључујући Лондонски метро, аутобусе, Докландску лаку железницу (DLR), трамваје итд.
Ојстер је плава картица величине стандардне кредитне картице на којој се електронским путем чува одређена количина новца или периодна карта за коришћење јавног превоза. Новац се мора уплатити на картицу пре почетка путовања. Путници картицу очитавају на електронском читачу при уласку и изласку из транспортног система - на тај начин се одговарајућа количина новца „скида“ са картице. Новац се на картицу додаје на бројним продајним местима, на апаратима за карте или путем интернета.
Картица је први пут приказана широј јавности у јулу 2003. године, са мање могућности него данас. До марта 2007. продато је преко 10 милиона Ојстер картица, а више од 80% свих коришћења јавног превоза у Лондону плаћа се Ојстер картицом.

## Технологија
Ојстер картица је електронска картица без личних података. Оператер система је компанија TranSys, а картица је базирана на NXP/Philips MIFARE стандардном чипу. У основи то је иста картица као Touch n' go картица која се у Малазији користи за наплату путарине. Очитавање Ојстер картице се врши RFID технологијом, стандардном за овакве картице. Међутим, са коришћењем ове технологије јавља се и могућност да било ко са јачим читачем са мање удаљености преузме поверљиве податке, те је предложено да корисници Ојстер картица своје картице заштите алуминијумским омотом.
У 2008. години почела је манија стављања RFID чипова из Ојстер картица у сатове и наруквице. У овом случају нема потребе вадити картицу из џепа или ташне, већ је довољно само прећи руком преко читача за картицу. Међутим, иако се наплата вршила нормално, TfL је забранио коришћење оваквих „облика“ Ојстера.

## Коришћење картице

### Метро и DLR
Власник Ојстер картице се „пријављује“ или „одјављује“ на почетку, односно крају путовања. У случају да је на картици меморисан само новац, читач картице аутоматски прерачунава и „скида“ са картице одређену суму новца која зависи од почетне и крајње тачке путовања (види цене). На картици може бити меморисана и сезонска карта попут Тревелкарда; у случају да корисник путује изван зона које су уплаћени на сезонској карти, баланс се одбија са његовог рачуна на картици.
Путници улазе или излазе из највећег броја станица Лондонског метроа кроз рампе за карте. Да би корисника рампа пропустила, потребно је да превуче картицу преко читача. Неке станице Метроа и станице Докландске лаке железнице имају саме читаче, без рампи; и у овом случају путник је обавезан да се „пријави“ на почетку и „одјави“ на крају путовања како би се коректан износ одбио са рачуна на картици.
На свим шалтерима за продају карти који се налазе на станицама Лондонског метроа могу се купити или „допунити“ Ојстер картице.

### Аутобуси и трамваји
Корисници морају прислонити Ојстер картицу на читач само једном, када улазе у аутобус. С обзиром на то да лондонски аутобуси имају једну цену за све пређене раздаљине, нема потребе да се картица очитава и при изласку из аутобуса.
За вожњу трамвајем важе иста правила као и за аутобус, осим што носиоци Тревелкарда за трамвај не морају да очитавају картицу.

## Куповина картице
Ојстер картица се може купити у Лондону, и то:
- на шалтерима подземне и надземне железнице;
- на машинама за издавање карти на неким од станица;
- код препродаваца Ојстер картица (обично су то киосци са новинама);
- на неким од станица Националне Железнице које обухвата и Лондонски метро;
- у инфо канцеларијама за туристе;
- путем интернета, користећи Ојстер веб-сајт;
- телефоном, од TfL-а.

Осим ако се на картицу учитава недељна или друга периодна карта, при куповини се плаћа депозит од 3 фунте. Формулар за пријављивање се попуњава при куповини. Ако се формулар не попуни, Ојстер картица може да користи само Pay as you go систем и недељне карте.

## Цене
Ценовна политика је прилично сложена и повремено се мења. Најажурније цене се могу наћи на сајту TfL-а (види Ојстер картицСпољашње везепољашње везе).
Како би подстакли кориснике јавног превоза да пређу са папирних карти на Ојстер картицу, управа TfL-а значајно подигла цену обичним картама:
22. октобра 2007. за обичну карту за аутобус или трамвај требало је издвојити 2 фунте, док је за кориснике Ојстера вожња коштала 0.90 фунти, али се укупна цена коришћења јавног превоза током дана задржавала на 3 фунте, без обзира на то колико пута сте се возили.
| Зона коју обухвата путовање (у Ширем Лондону, важи за станице јужно од станице Мур Парк) | Обична карта | Ојстер       | Ојстер       |
| Зона коју обухвата путовање (у Ширем Лондону, важи за станице јужно од станице Мур Парк) | Обична карта | Пон-Пет 7-19 | Остало време |
| ---------------------------------------------------------------------------------------- | ------------ | ------------ | ------------ |
| Само зона 1                                                                              | £4           | £1.50        | £1.50        |
| Зона 1 до зоне 6                                                                         | £4           | £3.50        | £2           |
| Зона 1 до зоне 7                                                                         | £5.50        | £4.50        | £3           |
| Зона 1 до зоне 8 или 9                                                                   | £7           | £5.50        | £3           |
| Зона 2 до зоне 7                                                                         | £4           | £3           | £2           |
| Зона 2 до зоне 8 или 9                                                                   | £5.50        | £4           | £2           |
| Зона 3 до зоне 7                                                                         | £4           | £2.50        | £1           |
| Зона 3 до зоне 8 или 9                                                                   | £4           | £3.50        | £1           |
| Зона 4 до зоне 7                                                                         | £3           | £2           | £1           |
| Зона 4 до зоне 7 или 8                                                                   | £4           | £3           | £1           |
| Зона 5 до зоне 7                                                                         | £3           | £2           | £1           |
| Зона 5 до зоне 8 или 9                                                                   | £3           | £2.50        | £1           |
| Зона 6 до зоне 7                                                                         | £3           | £1.50        | £1           |
| Зона 6 до зоне 8 или 9                                                                   | £3           | £2           | £1           |
| Зоне 2, 3, 4, 5, 6, 7, 8 и 9 (било које две суседне зоне осим зоне 1)                    | £3           | £1           | £1           |
| Зона 2 до зоне 6                                                                         | £3           | £1.80        | £1.00        |
| Зона коју обухвата путовање (Станице северно од станице Мур Парк у зонама 7 до 9)        | Обична карта | Ојстер       | Ојстер       |
| Зона коју обухвата путовање (Станице северно од станице Мур Парк у зонама 7 до 9)        | Обична карта | Пон-Пет 7-19 | Остало време |
| Једна зона или две суседне зоне (7, 7-8, 8, 8-9, 9)                                      | £3           | £1           | £1           |
| До три суседне зоне (7-8-9)                                                              | £3           | £1.50        | £1           |